# Combat de Bodenbichl
Pour le combat de 1809, voir bataille de Melleck.
Troisième Coalition
Batailles
Batailles navales
- Rocher du Diamant (1805)
- Cap Finisterre (1805)
- îles Chausey (1805)
- Trafalgar (1805)
- Cap Ortegal (1805)

Campagne d'Allemagne (1805) : opérations en Bavière - Autriche - Moravie
- Donauwörth
- Wertingen
- Günzburg
- Haslach-Jungingen
- Memmingen
- Elchingen
- Nerenstetten
- Neresheim
- Ulm
- Ried
- Lambach
- Bodenbichl
- Steyr
- Amstetten
- Mariazell
- Dürenstein
- Hollabrunn (Schöngrabern)
- Wischau
- Austerlitz

Campagne d'Italie (1805) : Opérations en Italie du Nord
- Vérone
- Caldiero
- Forano
- Castelfranco Veneto

Invasion de Naples (1806)
- Gaète
- Campo Tenese
- Maida
- Lauria
- Maratea
- Amantea
- Mileto

Le combat de Bodenbichl ou de Bodenbiehls oppose le 1er novembre 1805, au cours de la campagne de 1805, des troupes franco-bavaroises et des troupes autrichiennes pour le contrôle du col de Bodenbichl.